# Rytis Paulauskas
Rytis Paulauskas (lt; Vilnius, 24 de maio de 1969) é um jurista e diplomata lituano. Desempenhou várias funções diplomáticas ao serviço do seu país, como embaixador na União Europeia, nos Estados Unidos, e representante permanente da Lituânia nas Nações Unidas (desde 2021) e na Organização para a Segurança e Cooperação na Europa.
Foi também presidente da comissão executiva da UNICEF.